# Konna ni Chikaku de...
Singles de Crystal Kay
Kitto Eien ni
(2007) Anata no Soba de
(2007)
Konna ni Chikaku de... est le 21e single de la chanteuse Crystal Kay sorti sous le label Sony Music Entertainment Japan le 28 février 2007 au Japon. Il atteint la 14e place au classement de l'Oricon. Il se vend à 9 092 exemplaires et reste classé huit semaines pour un total de 17 174 exemplaires vendus.
Konna ni Chikaku de... a été utilisé comme thème musical de fermeture de l'anime Nodame Cantabile. Elle se trouve sur l'album All Yours, sur la compilation Best of Crystal Kay et sur l'album de remix The Best Remixes of CK. En 2009, lors du projet des 10 ans de carrière de Crystal Kay, intitulé Let's Vote -Minna ga Eranda Crystal Kay no Daisuki na Kyoku- (みんなが選んだCrystal Kayの大好きな曲) cette chanson est arrivée 4e.

## Liste des titres
| 1. | Konna ni Chikaku de... (こんなに近くで...)                         | Mutsumi Sumiyo | Sakai Ryosuke     | 4:03 |
| 2. | Feel                                                               | H.U.B.         | Hiroyuki Hamamoto | 4:24 |
| 3. | Konna ni Chikaku de... -KZ Future Disco Remix- (こんなに近くで...) | Mutsumi Sumiyo | Sakai Ryosuke     | 5:22 |
| 4. | Feel -Singo.S Remix-                                               | H.U.B.         | Hiroyuki Hamamoto | 4:29 |
| 5. | Konna ni Chikaku de... (Instrumental) (こんなに近くで...)          | Mutsumi Sumiyo | Sakai Ryosuke     | 4:02 |